# Fort Washington (Ohio)
Fort Washington era una empalizada fortificada con fortines construidos por orden del general. Josiah Harmar a partir del verano de 1789 en lo que ahora es el centro de Cincinnati, Ohio, cerca del río Ohio. La ubicación física del fuerte estaba frente a la desembocadura del río Licking, sobre el actual Fort Washington Way. El fuerte fue nombrado en honor del presidente George Washington. El Fuerte fue el principal punto de partida y conducto para los colonos, las tropas y los suministros durante el asentamiento del Territorio del Noroeste.
En 1803, el fuerte se trasladó a Newport, KY al otro lado del río y se convirtió en Newport Barracks. En 1806, el sitio del fuerte abandonado se dividió en lotes y se vendió.

## Historia

### Losantiville
Cuando el juez John Cleves Symmes firmó un contrato con el Congreso Continental para comprar 404 685 ha en el suroeste de Ohio conocido como la Compra de Symmes en 1788, le reservó 6 ha al gobierno federal para un fuerte. En el verano de 1789, se construyó Fort Washington para proteger los primeros asentamientos ubicados en el área de Symmes Purchase, incluidos Losantiville, Columbia y Northbend.

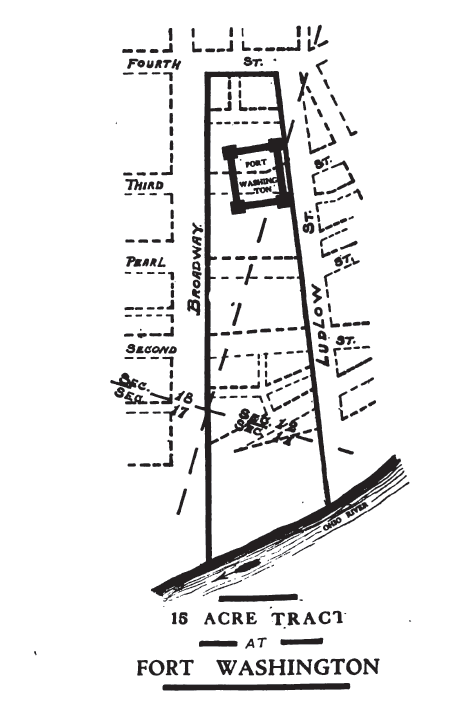
Fort Washington en Cincinnati

El general Arthur St. Clair fue nombrado gobernador del Territorio del Noroeste por votación del Congreso el 5 de octubre de 1787. Cuando el gobernador St. Clair llegó a Losantiville [Cincinnati], el asentamiento constaba de dos pequeñas casas de troncos tallados y varias cabañas. El comandante John Doughty, bajo las órdenes del general Josiah Harmar, se comprometió con una pequeña fuerza militar a terminar la construcción de Fort Washington. La población del tosco pueblo, excluyendo a los militares, probablemente no superaba los 150 habitantes. Tres días después de Gen. Harmar se instaló en Fort Washington el 1 de enero de 1790, el gobernador St. Clair fue recibido con la debida ceremonia por las tropas y los ciudadanos de Losantiville.
Fort Washington se distinguió por su gran tamaño: era más grande que una manzana moderna y estaba diseñado para albergar hasta 1500 hombres. El general Josiah Harmar lo describió como "una de las fortalezas de madera más sólidas y sustanciales... de todas en el Territorio Occidental". Las paredes de la empalizada tenían dos pisos de altura con fortines ubicados en cada esquina.

### Campañas indias
El fuerte se utilizó como punto de parada y para abastecer a todos los fuertes del norte. Desempeñó un papel de apoyo clave en tres campañas indias: la campaña de Harmar de 1790, la campaña de St. Clair de 1791 y la campaña del general Anthony "el Loco" Wayne en 1793-94.

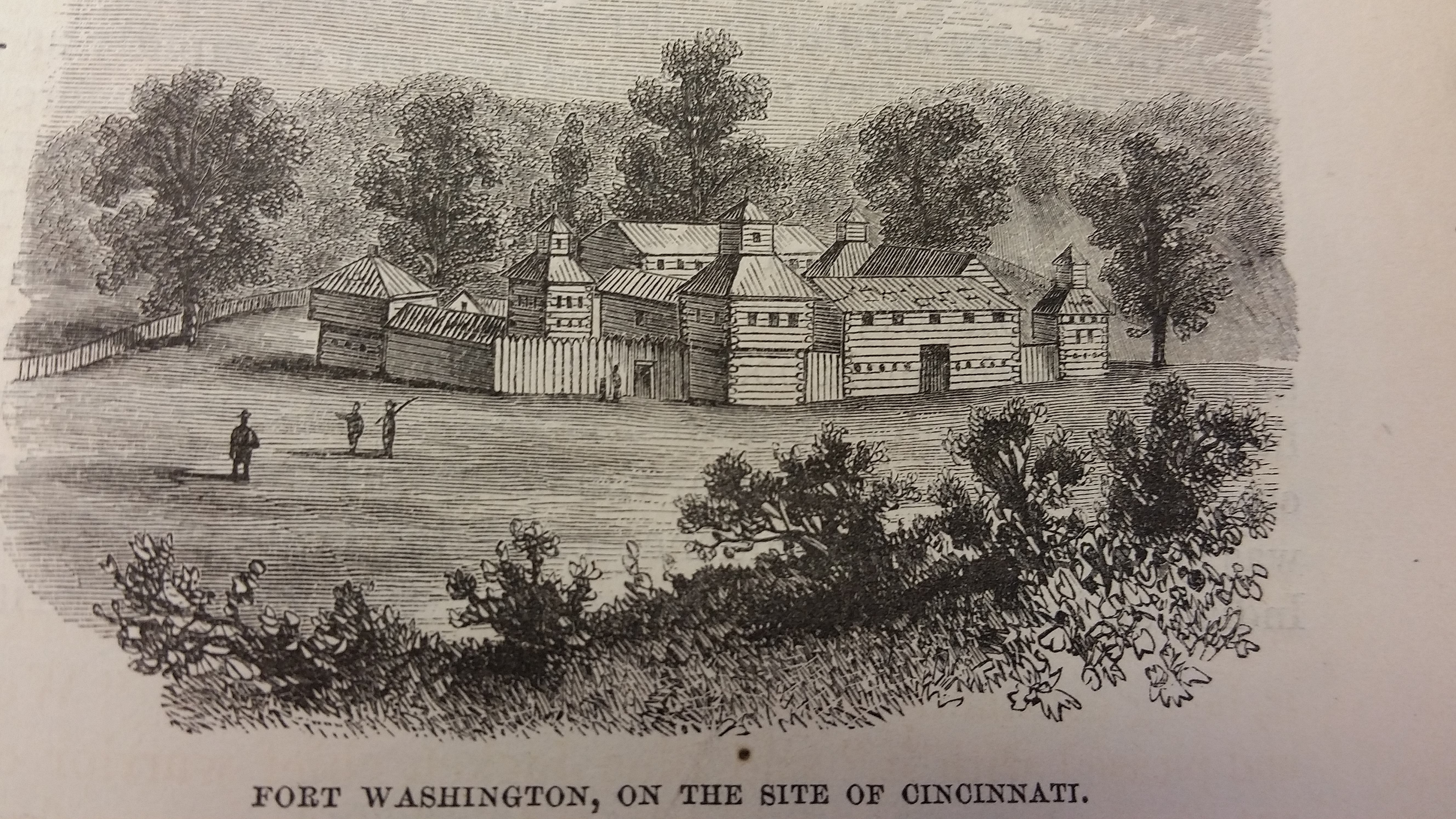
Fort Washington a principios del siglo XIX

En 1790, Harmar usó Fort Washington para lanzar una expedición contra los nativos americanos en el noroeste de Ohio, especialmente los miami, cuya ciudad principal era Kekionga (actualmente Fort Wayne). El 22 de octubre de 1790, el ejército de Harmar fue emboscado y masacrado por indios dirigidos por Little Turtle. Los indios del Territorio del Noroeste se rebelaron abiertamente con la ayuda de los británicos. Las incursiones indias llegaron cerca de Cincinnati, a pesar de la presencia del cercano Fort Washington.
 
En la primavera de 1793, el general de división Anthony Wayne trasladó sus fuerzas desde el centro de entrenamiento en Legionville, por el río Ohio en una barcaza hasta un campamento en las afueras de Fort Washington llamado Hobson's Choice. En el otoño, Wayne partió de Fort Washington y movió su ejército hacia el norte, más allá de Fort Jefferson, para construir Fort Greene Ville.

### Declive y venta
Para 1802, Fort Washington había caído en desuso y deterioro, y solo estaba tripulado por la mitad de una compañía (alrededor de 35 hombres). En 1803 fue reemplazado por el Newport Barracks más grande establecido para albergar a la milicia de Kentucky. Fue inaugurado al otro lado del río Ohio en Newport. James Taylor Jr., un influyente residente de Newport, había presionado a su primo James Madison para colocar el puesto en Newport.
El 28 de febrero de 1806, el Congreso ordenó al Secretario de Hacienda que hiciera medir el sitio del fuerte abandonado y dividirlo en lotes, calles y avenidas de acuerdo con el plan de la ciudad, y vender los lotes al mejor postor. en una venta en la Oficina de Tierras de Cincinnati. La encuesta, certificada el 8 de julio de 1807, muestra que los límites del fuerte son la calle Cuarta al norte, la calle Ludlow al este, el río Ohio al sur y Broadway al oeste.

## Redescubrimiento
En octubre de 1952, las excavadoras descubrieron los restos del cargador de pólvora de Fort Washington debajo de la esquina noreste de las calles Broadway y Third, en el lugar donde se construiría el estacionamiento de Western & Southern Life Insurance Company. Los investigadores de la Sociedad Histórica y Filosófica de Ohio visitaron el sitio por primera vez el 13 de octubre de 1952.
El nombre del fuerte se mantiene en Fort Washington Way, una sección de la Interestatal 71 y la Ruta 50 de EE. UU. que atraviesa el centro de Cincinnati y pasa justo en frente del antiguo fuerte. La carretera recibió este nombre en 1958 por la Junta de Anthony Wayne Parkway de la ciudad en consideración al descubrimiento previo del cargador de pólvora del fuerte cercano.
La ubicación está marcada por una placa en el Guilford School building, en 421 E 4th St, Cincinnati, que ahora ocupa el sitio.